# کلاهبرداری از طریق ایمیل
کلاهبرداری از طریق ایمیل (به انگلیسی: Email fraud) فریب عمدی برای منافع شخصی یا آسیب رساندن به شخص دیگری از طریق ایمیل است. تقریباً به محض اینکه ایمیل به‌طور گسترده مورد استفاده قرار گرفت، شروع به استفاده از آن به عنوان وسیله ای برای کلاهبرداری از مردم می‌شود. کلاهبرداری از طریق ایمیل می‌تواند به شکل یک حقه اطمینان باشد. ترفندهای اعتماد به نفس باعث سوء استفاده از حرص ذاتی انسان شود. دورنمای یک «معامله» پرسود می‌تواند بسیار وسوسه انگیز باشد. کلاهبرداری از طریق ایمیل، مانند بازی «bunco»، معمولاً افراد ساده لوحی را هدف قرار می‌دهد که به این طرح‌ها اعتماد می‌کنند تا سریع ثروتمند شوند. اینها شامل سرمایه‌گذاری‌های «خیلی خوب» یا پیشنهادهای فروش اقلام محبوب با قیمت‌های «غیرممکن» است. بسیاری از مردم پس‌انداز زندگی خود را از این طریق از دست داده‌اند.

## مدل‌ها

### رایانامه‌نگاری متقلبانه
مقاله اصلی: رایانامه‌نگاری متقلبانه
به نامه‌نگاری‌هایی گفته می‌شود که در آن فرستندهٔ رایانامه سعی می‌کند با تغییر قسمت نشانی فرستنده (sender address) یا سایر قسمت‌های نامهٔ ارسالی چنین وانمود کند که منشأ نامه از جایی غیر از جای اصلی آن می‌باشد. این تکنیک معمولاً در ارسال نامه‌های هرزنامه (spam) و همچنین فیشینگ (Fishing) برای پنهان کردن مبدأ ارسال رایانامه مورد استفاده قرار می‌گیرد.

### فیشینگ
مقاله اصلی: فیشینگ
این روش یکی از شیوه‌های متداول فیشینگ است. در این روش، پیوندها و آدرس‌های سازمان‌ها و شرکت‌های غیرواقعی و جعلی از طریق ایمیل ارسال می‌شوند. این آدرس‌ها با آدرس‌های اصلی تنها در یک یا دو حرف تفاوت دارند.